# Franz Gertsch

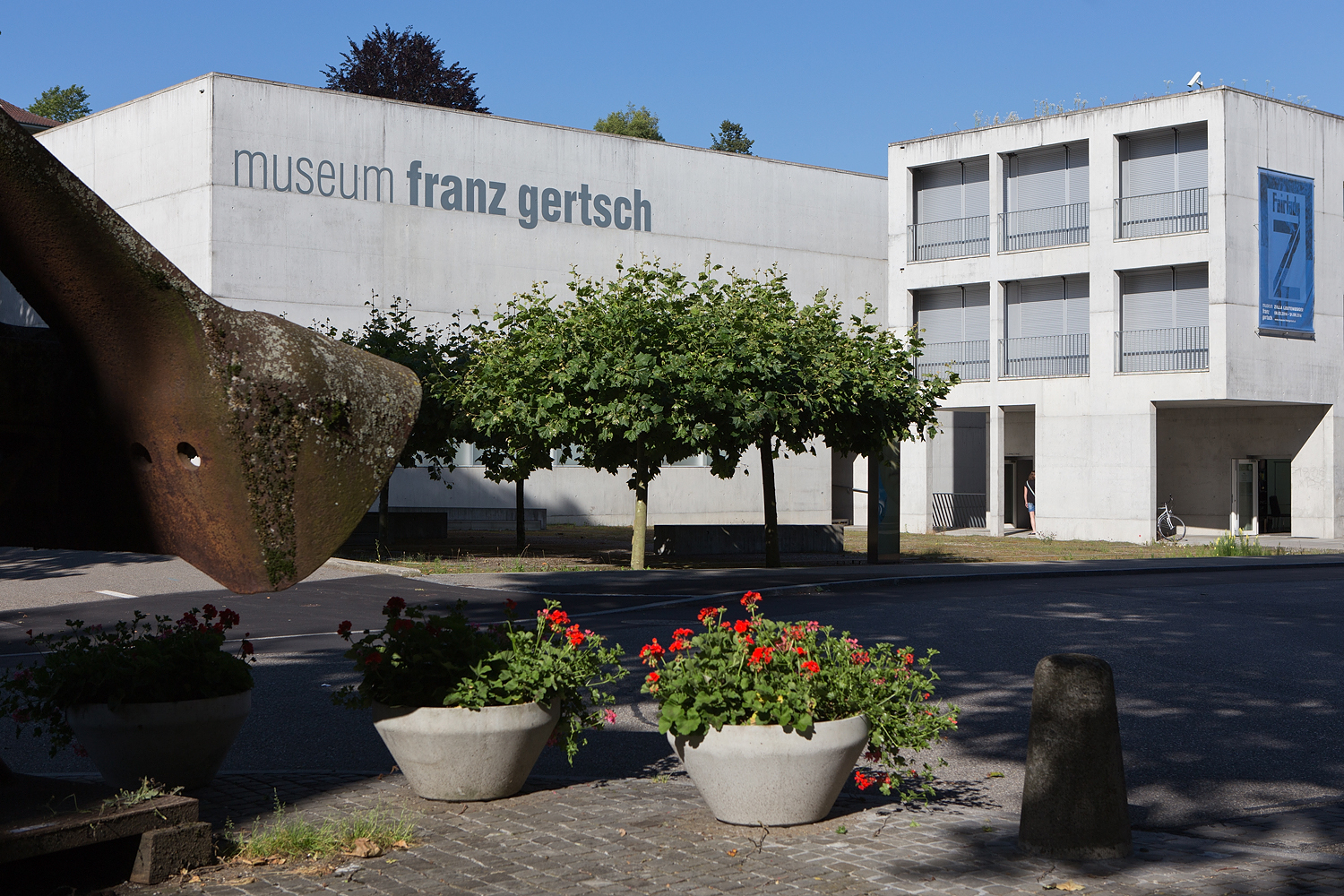
Museum Franz Gertsch te Burgdorf, Zwitserland

Franz Gertsch (Mörigen, 8 maart 1930 – Riggisberg, 21 december 2022) was een Zwitsers kunstschilder die bekend was vanwege zijn grote hyperrealistische portretten.

## Biografie
Gertsch is geboren in Mörigen, Zwitserland. Tussen 1947 en 1952 studeerde hij in de Zwitserse hoofdstad Bern. Van 1976 tot en met 2013 creëerde hij een klein oeuvre van totaal 28 schilderijen en 15 eenkleurige houtsnedes. Gertsch is gestorven op 21 december 2022 in Riggisberg in het kanton Bern.

## Nagedachtenis
In Burgdorf te Zwitserland is sinds oktober 2002 een museum gewijd aan het werk van Gertsch.

## Werken

### Vroege werken (1969–1976)
- Huah (1969)
- Maria mit Kindern (1971)
- Medici (1971/72)
- Gaby und Luciano (1973)
- At Luciano's House (1973)
- Barbara und Gaby (1974)
- Marina schminkt Luciano (1975)

### Belangrijkste werken (1978–2004)
- Patti Smith I, II, V (1978/79)
- Selbstbildnis (1980)
- Johanna I (1983/84)
- Silvia I (1998)
- Gräser I (1995/96)
- Gräser IV (1998/99)

### Latere werken
- Herbst (2007/08)
- Sommer (2008/2009)
- Winter (2009)
- Frühling (2011)